# جاي فرانكلين جيمسون
جاي فرانكلين جيمسون (بالإنجليزية: J. Franklin Jameson)‏ هو أمين مكتبة ومؤرخ وأستاذ جامعي وكاتب أمريكي، ولد في 19 سبتمبر 1859 في بوسطن في الولايات المتحدة، وتوفي في 28 سبتمبر 1937 في واشنطن العاصمة في الولايات المتحدة.

## وصلات خارجية
- جاي فرانكلين جيمسون على موقع إن إن دي بي (الإنجليزية)